# Quilombo Chumbo
O Quilombo Chumbo, em Poconé, Mato Grosso, foi certificado como comunidade remanescente de quilombo pela Fundação Cultural Palmares em 2005.
A comunidade fica a aproximadamente 30 km distante do município de Poconé e 95 km de Cuiabá e é composta por  380  famílias. A comunidade é constituída por uma escola municipal, que oferece o ensino fundamental; uma creche denominada Vovó Teófila, que oferece a educação infantil; uma igreja católica; uma igreja evangélica; um posto de correios; um posto de saúde; e um centro comunitário. Há também mercados, padaria, borracharias e bares.